# Nåttarö
Nåttarö jusqu'en 1896 Nåtarö est une île et une réserve naturelle de l'archipel de Stockholm  en Suède,,.

## Présentation
Nåttarö est située à environ 10 kilomètres à l'est de Nynäshamn.
L'île et la réserve naturelle de Nåttarö sont situées dans la paroisse d'Utö, dans la commune de Haninge, dans le Södermanland. 
C'est l'île la plus méridionale d'un groupe d'îles qui comprend également Norrö, Aspö, Rånö, Ålö, Stora Björn et la plus au nord, Utö. 
À l'ouest, Nåttarö borde le Fjärd Mysingen.

## Réserve  naturelle de Nåttarö
La réserve naturelle est protégée depuis 2008, sa superficie est de 6 565 hectares dont 609 hectares de terre.
L'île de Nåttarö est couverte principalement de sable et de rochers. 
L'île a de nombreuses plages de sable fin, dont les plus grandes sont Stora Sand et Skarsand. 
Östhammarsfladen, dans la partie nord de l'île, est un port naturel spacieux et populaire. 
Plusieurs rochers et criques plus petites sont situées sur la côte nord de l'île, citons parmi les plus grandes Ängsholmen, Korsskär, Långholmen, Vittskär.
Dans la partie sud de l'île se trouve une zone protégée, aujourd'hui ouverte au public.
Presque toute l’île est couverte de forêt où le pin est l’arbre le plus répandu. 
Dans de nombreux endroits, on trouve également de d'anciennes forêts de pins et des forêts mixtes avec de petites tourbières et des marais.
Dans les zones humides poussent des espèces typiques comme le lédon des marais, la plaquebière et la linaigrette vaginée, mais aussi des plantes plus inhabituelles comme la listère cordée, la pirole à une fleur et le carex loliacea.

## Services
Sur l'île il y a un emplacement pour camper, un village de chalets, une taverne, une petite marina. une boutique et deux kiosques, un sur l'embarcadère des bateaux à vapeur et un à Östermarsfladen.

## Accès
Nåttarö fait partie du sentier de l'archipel de Stockholm, qui s'étend de Arholma à Landsort.

## Galerie

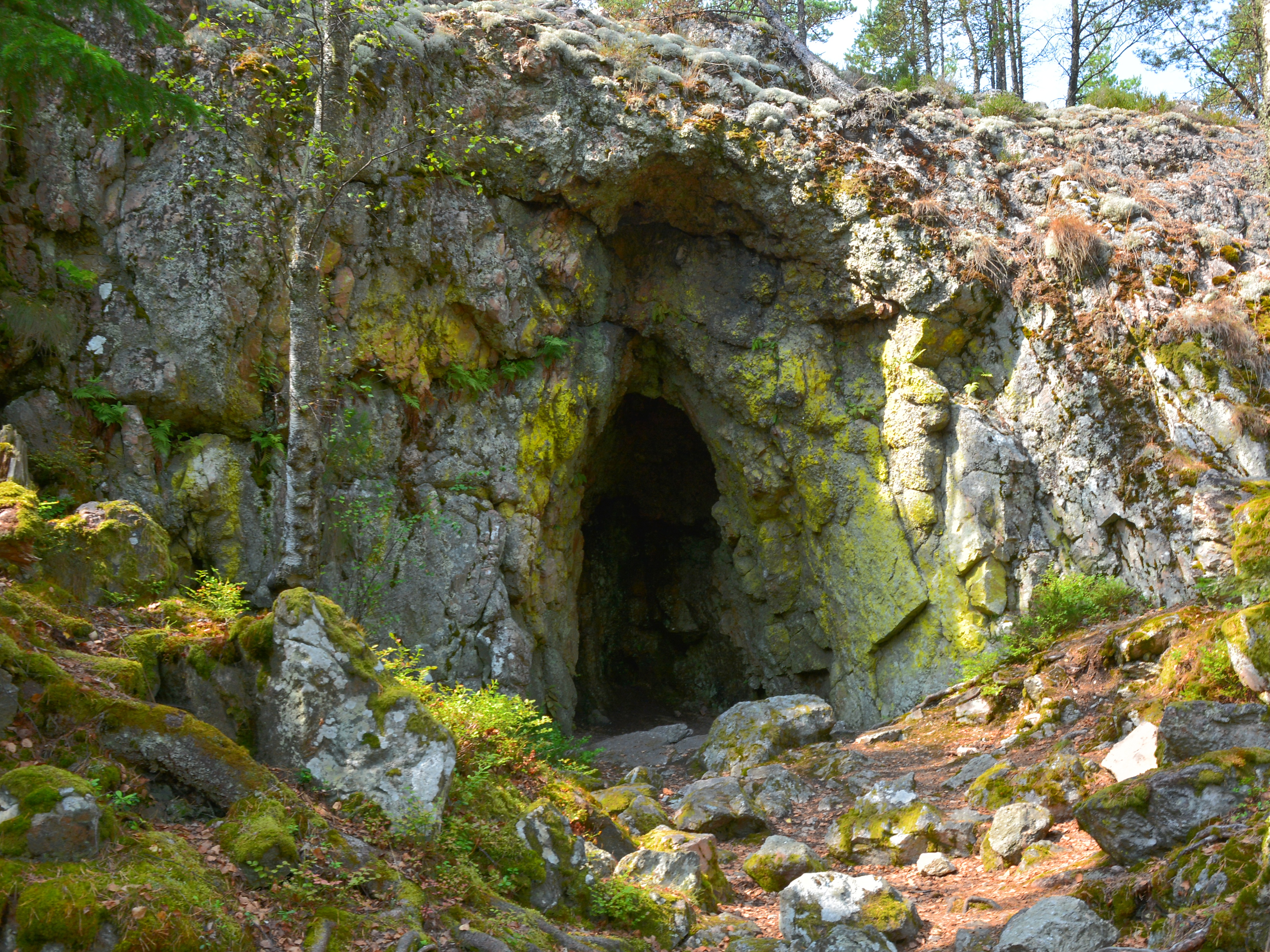
Grottes à Nåttarö.
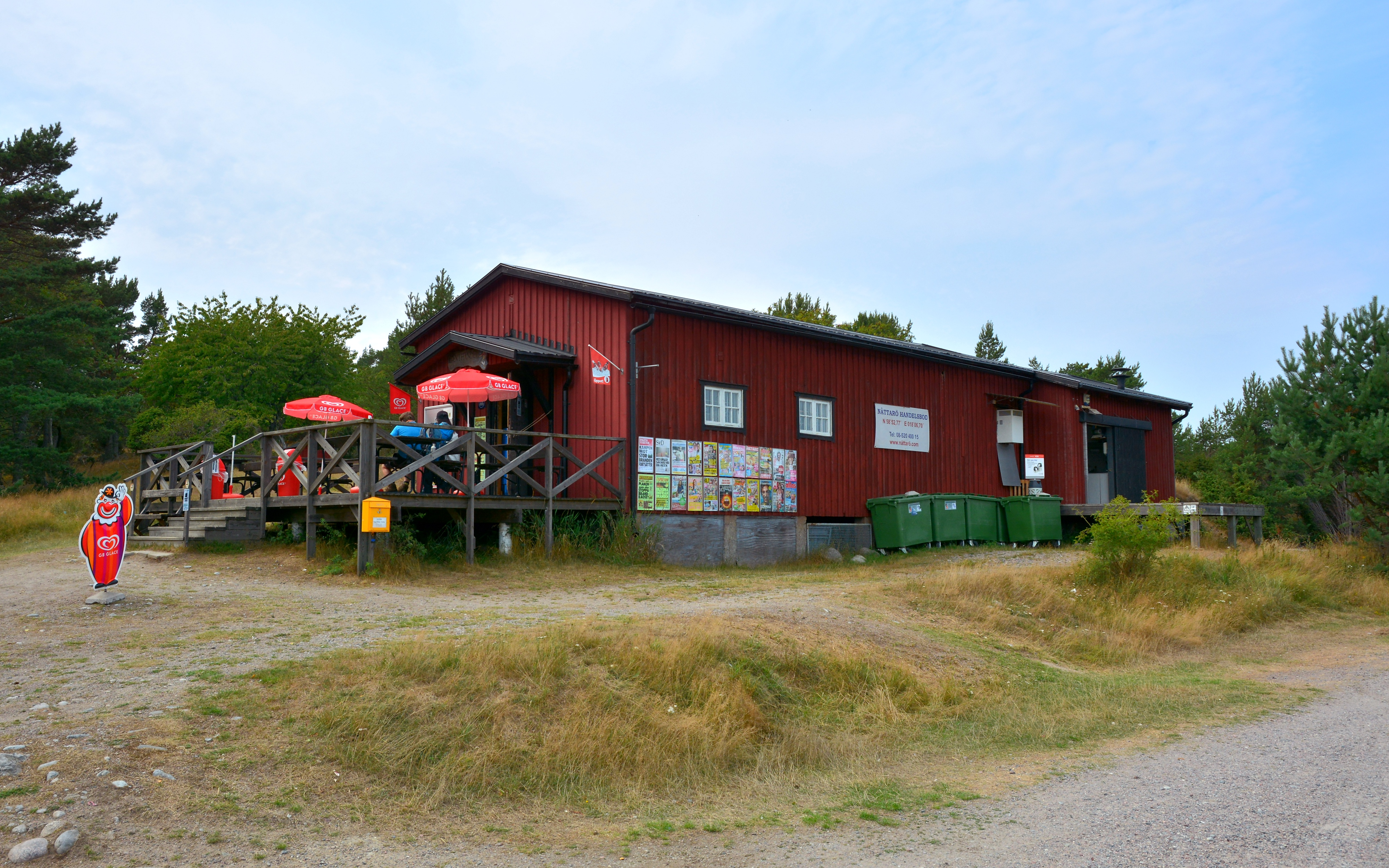
Boutique à Nåttarö.
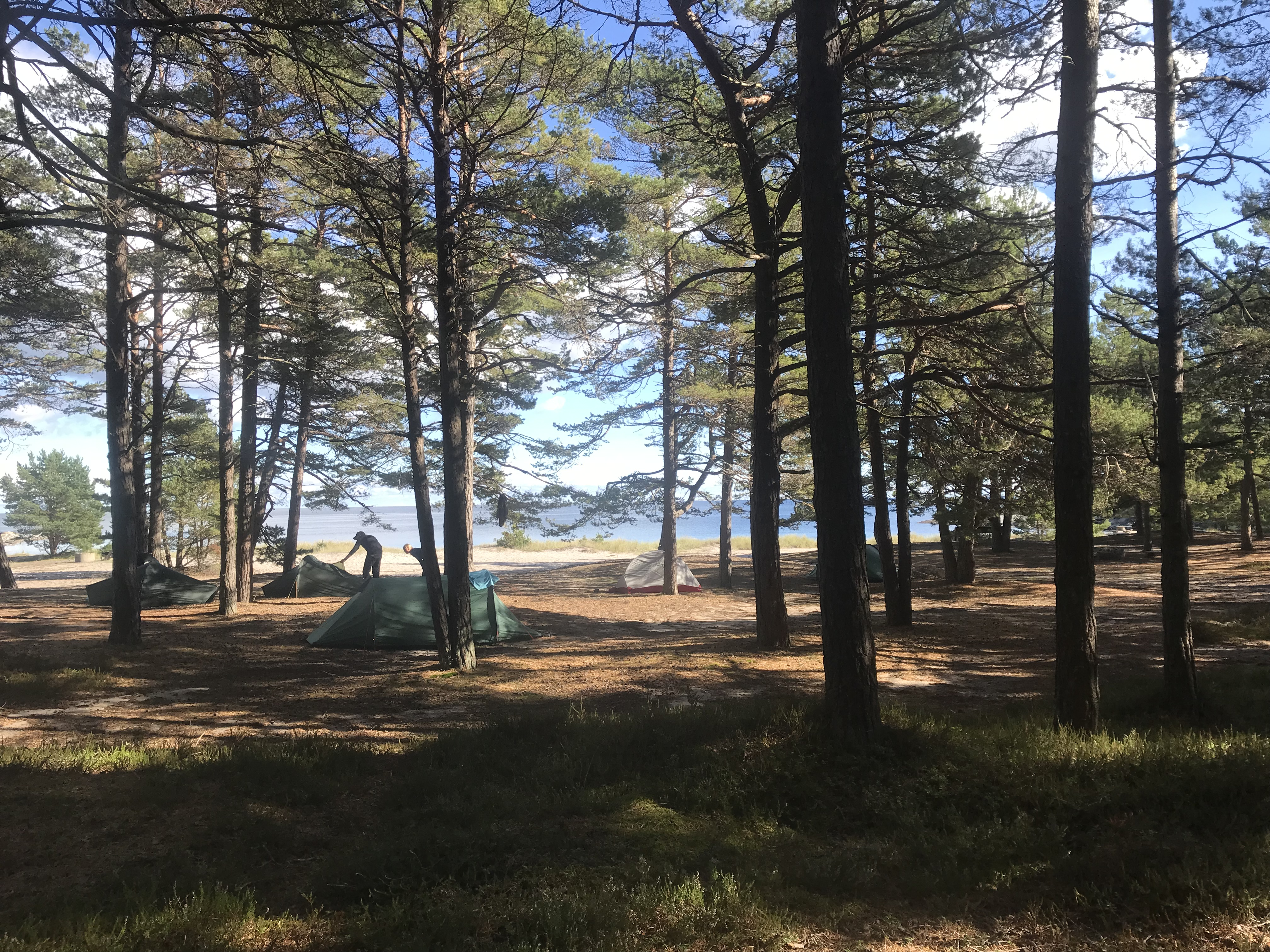
Lande.